# Coupe de l'AFC 2006
Navigation
Édition précédente Édition suivante
La Coupe de l'AFC 2006 est la troisième édition de la Coupe de l'AFC, la compétition mise en place par l'AFC pour les meilleures équipes des pays classés comme en développement par la confédération asiatique et qui correspond au deuxième niveau dans la hiérarchie en Asie.
Plusieurs changements au niveau des clubs participants ont eu lieu à l'issue de l'édition 2005. Le Bahrein a été reclassé au rang de nation en développement et doit désormais aligner ses équipes en Coupe de l'AFC. De plus, l'AFC prolonge d'une saison les exclusions des formations de Corée du Nord et de Birmanie. 
C'est le club jordanien d'Al-Faisaly Club, tenant du trophée, qui remporte à nouveau le titre, après avoir battu en finale les Bahreinis d'Al Muharraq Club. C'est le deuxième titre continental de l'histoire du club, qui devient le premier à conserver la Coupe de l'AFC.

## Participants
- Al Muharraq Club - Vainqueur de la Bahraini King's Cup 2005
- Al-Weehdat Club - Champion de Jordanie 2004-2005
- Al-Faisaly Club - Tenant du titre et vainqueur de la Coupe de Jordanie 2004-2005
- Nejmeh SC - Champion du Liban 2004-2005
- Al Ahed Beyrouth - Vainqueur de la Coupe du Liban 2004-2005
- Dhofar Club - Champion d'Oman 2004-2005
- Al Nasr Salalah - Vainqueur de la Coupe d'Oman 2005
- Al Saqr Ta'izz - Vice-champion du Yémen 2005
- Al Hilal Hudaydah - Vainqueur de la Coupe du Yémen 2005
- Mohammedan SC - Champion du Bangladesh 2004-2005
- Brothers Union Dhaka - Vainqueur de la Coupe du Bangladesh 2005
- Dempo SC - Champion d'Inde 2004-2005
- Mahindra United - Vainqueur de la Coupe d'Inde 2005
- HTTU Achgabat - Champion du Turkménistan 2005
- Merw Mary - Vainqueur de la Coupe du Turkménistan 2005
- Xiangxue Sun Hei - Champion de Hong Kong 2004-2005
- Happy Valley AA - Finaliste de la Coupe de Hong-Kong 2005
- Perlis FA - Champion de Malaisie 2005
- Selangor FA - Vainqueur de la Coupe de Malaisie 2005
- New Radiant - Champion des Maldives 2005
- Hurriyya SC - Premier de la Dhivehi League 2005
- Tampines Rovers FC - Champion de Singapour 2005
- Home United FC - Vainqueur de la Coupe de Singapour 2005

## Phase de groupes
Toutes les équipes participantes sont réparties dans six groupes (cinq de 4 et un de 3 équipes). 
Les équipes terminant à la première place se qualifient pour les quarts de finale ainsi que les deux meilleurs deuxièmes. Chaque groupe se déroule sur la base de matchs aller-retour. Les rencontres ont lieu entre le 7 mars et le 16 mai 2006.

### Groupe A
| Rang | Équipe               | Pts | J | G | N | P | Bp | Bc | Diff |  | Résultats (▼ dom., ► ext.) |     |     |     |     |
| ---- | -------------------- | --- | - | - | - | - | -- | -- | ---- |  | -------------------------- | --- | --- | --- | --- |
| 1    | Al Muharraq Club     | 11  | 6 | 3 | 2 | 1 | 8  | 5  | +3   |  | Al Muharraq Club           |     | 2-4 | 1-1 | 2-0 |
| 2    | Al Ahed Beyrouth     | 10  | 6 | 3 | 1 | 2 | 16 | 11 | +5   |  | Al Ahed Beyrouth           | 0-2 |     | 2-2 | 6-2 |
| 3    | Mahindra United      | 9   | 6 | 2 | 3 | 1 | 8  | 7  | +1   |  | Mahindra United            | 0-1 | 2-1 |     | 1-0 |
| 4    | Brothers Union Dhaka | 2   | 6 | 0 | 2 | 4 | 5  | 14 | -9   |  | Brothers Union Dhaka       | 0-0 | 1-3 | 2-2 |     |

### Groupe B
| Rang | Équipe                  | Pts | J | G | N | P | Bp | Bc | Diff |  | Résultats (▼ dom., ► ext.) |     |     |     |
| ---- | ----------------------- | --- | - | - | - | - | -- | -- | ---- |  | -------------------------- | --- | --- | --- |
| 1    | Al Nasr Salalah         | 12  | 4 | 4 | 0 | 0 | 10 | 2  | +8   |  | Al Nasr Salalah            |     | 3-1 | 4-1 |
| 2    | Dempo SC                | 4   | 4 | 1 | 1 | 2 | 9  | 7  | +2   |  | Dempo SC                   | 0-1 |     | 6-1 |
| 3    | Merw Mary               | 1   | 4 | 0 | 1 | 3 | 4  | 14 | -10  |  | Merw Mary                  | 0-2 | 2-2 |     |
| 4    | Al Hilal Hudaydah exclu |     |   |   |   |   |    |    |      |  |                            |     |     |     |

- Le club d'Al Hilal Hudaydah est exclu pour n'avoir pas transmis sa liste de joueurs à l'AFC dans les temps.

### Groupe C
| Rang | Équipe            | Pts | J | G | N | P | Bp | Bc | Diff |  | Résultats (▼ dom., ► ext.) |     |     |
| ---- | ----------------- | --- | - | - | - | - | -- | -- | ---- |  | -------------------------- | --- | --- |
| 1    | Al-Weehdat Club   | 6   | 2 | 2 | 0 | 0 | 9  | 1  | +8   |  | Al-Weehdat Club            |     | 7-0 |
| 2    | Mohammedan SC     | 0   | 2 | 0 | 0 | 2 | 1  | 9  | -8   |  | Mohammedan SC              | 1-2 |     |
| 3    | Dhofar Club exclu |     |   |   |   |   |    |    |      |  |                            |     |     |

- Dhofar Club est exclu pour n'avoir pas transmis sa liste de joueurs à l'AFC dans les temps.

### Groupe D
| Rang | Équipe                 | Pts | J | G | N | P | Bp | Bc | Diff |  | Résultats (▼ dom., ► ext.) |     |     |     |
| ---- | ---------------------- | --- | - | - | - | - | -- | -- | ---- |  | -------------------------- | --- | --- | --- |
| 1    | Al-Faisaly Club T      | 7   | 4 | 2 | 1 | 1 | 8  | 6  | +2   |  | Al-Faisaly Club T          |     | 2-0 | 4-3 |
| 2    | Nejmeh SC              | 7   | 4 | 2 | 1 | 1 | 10 | 7  | +3   |  | Nejmeh SC                  | 2-1 |     | 6-2 |
| 3    | HTTU Achgabat          | 2   | 4 | 0 | 2 | 2 | 8  | 13 | -5   |  | HTTU Achgabat              | 1-1 | 2-2 |     |
| 4    | Al Saqr Ta'izz forfait |     |   |   |   |   |    |    |      |  |                            |     |     |     |

- Al Saqr Ta'izz n'a pas pris part à la compétition pour une raison indéterminée.

### Groupe E
| Rang | Équipe           | Pts | J | G | N | P | Bp | Bc | Diff |  | Résultats (▼ dom., ► ext.) |     |     |     |     |
| ---- | ---------------- | --- | - | - | - | - | -- | -- | ---- |  | -------------------------- | --- | --- | --- | --- |
| 1    | Xiangxue Sun Hei | 13  | 6 | 4 | 1 | 1 | 11 | 4  | +7   |  | Xiangxue Sun Hei           |     | 0-0 | 0-1 | 5-2 |
| 2    | Perlis FA        | 11  | 6 | 3 | 2 | 1 | 11 | 4  | +7   |  | Perlis FA                  | 1-2 |     | 1-0 | 6-0 |
| 3    | Home United FC   | 6   | 6 | 2 | 0 | 4 | 8  | 11 | -3   |  | Home United FC             | 0-2 | 2-3 |     | 2-0 |
| 4    | New Radiant      | 4   | 6 | 1 | 1 | 4 | 7  | 18 | -11  |  | New Radiant                | 0-2 | 0-0 | 5-3 |     |

### Groupe F
| Rang | Équipe             | Pts | J | G | N | P | Bp | Bc | Diff |  | Résultats (▼ dom., ► ext.) |     |     |     |     |
| ---- | ------------------ | --- | - | - | - | - | -- | -- | ---- |  | -------------------------- | --- | --- | --- | --- |
| 1    | Tampines Rovers FC | 15  | 6 | 5 | 0 | 1 | 17 | 5  | +12  |  | Tampines Rovers FC         |     | 1-0 | 4-3 | 1-0 |
| 2    | Selangor FA        | 15  | 6 | 5 | 0 | 1 | 14 | 9  | +5   |  | Selangor FA                | 3-2 |     | 3-1 | 3-1 |
| 3    | Happy Valley AA    | 4   | 6 | 1 | 1 | 4 | 10 | 15 | -5   |  | Happy Valley AA            | 2-3 | 0-4 |     | 3-0 |
| 4    | Hurriyya SC        | 1   | 6 | 0 | 1 | 5 | 3  | 15 | -12  |  | Hurriyya SC                | 1-3 | 0-4 | 1-1 |     |

### Classement des meilleurs deuxièmes
Un classement est établi entre les deuxièmes de tous les groupes, mais comme toutes les équipes n'ont pas disputé le même nombre de rencontres, seuls les résultats contre les premier et troisième de groupe sont comptabilisés. Seuls les deux meilleurs se qualifient pour les quarts de finale.
| Rang | Équipe           | Pts | J | G | N | P | Bp | Bc | Diff |
| ---- | ---------------- | --- | - | - | - | - | -- | -- | ---- |
| 1    | Selangor FA      | 9   | 4 | 3 | 0 | 1 | 10 | 8  | +2   |
| 2    | Nejmeh SC        | 7   | 4 | 2 | 1 | 1 | 10 | 7  | +3   |
| 3    | Perlis FA        | 7   | 4 | 2 | 1 | 1 | 5  | 4  | +1   |
| 4    | Dempo SC         | 4   | 4 | 1 | 1 | 2 | 9  | 7  | +2   |
| 5    | Al Ahed Beyrouth | 4   | 4 | 1 | 1 | 2 | 5  | 8  | -3   |

## Phase finale à élimination directe
|  | Quarts de finale        | Quarts de finale        | Quarts de finale                | Quarts de finale        |                    |                    | Demi-finales                    | Demi-finales                    | Demi-finales                    | Demi-finales                    |  |  | Finale                | Finale                | Finale                | Finale                |
|  |                         |                         |                                 |                         |                    |                    |                                 |                                 |                                 |                                 |  |  |                       |                       |                       |                       |
|  | 12 et 19 septembre 2006 | 12 et 19 septembre 2006 | 12 et 19 septembre 2006         | 12 et 19 septembre 2006 |                    |                    | 26 septembre et 17 octobre 2006 | 26 septembre et 17 octobre 2006 | 26 septembre et 17 octobre 2006 | 26 septembre et 17 octobre 2006 |  |  | 27 et 3 novembre 2006 | 27 et 3 novembre 2006 | 27 et 3 novembre 2006 | 27 et 3 novembre 2006 |
|  | 12 et 19 septembre 2006 | 12 et 19 septembre 2006 | 12 et 19 septembre 2006         | 12 et 19 septembre 2006 |                    |                    | 26 septembre et 17 octobre 2006 | 26 septembre et 17 octobre 2006 | 26 septembre et 17 octobre 2006 | 26 septembre et 17 octobre 2006 |  |  | 27 et 3 novembre 2006 | 27 et 3 novembre 2006 | 27 et 3 novembre 2006 | 27 et 3 novembre 2006 |
|  | Al-Faisaly Club'T'      | Al-Faisaly Club'T'      | 1                               | 1 (5)                   |                    |                    | 26 septembre et 17 octobre 2006 | 26 septembre et 17 octobre 2006 | 26 septembre et 17 octobre 2006 | 26 septembre et 17 octobre 2006 |  |  | 27 et 3 novembre 2006 | 27 et 3 novembre 2006 | 27 et 3 novembre 2006 | 27 et 3 novembre 2006 |
|  | Al-Faisaly Club'T'      | Al-Faisaly Club'T'      | 1                               | 1 (5)                   |                    |                    | 26 septembre et 17 octobre 2006 | 26 septembre et 17 octobre 2006 | 26 septembre et 17 octobre 2006 | 26 septembre et 17 octobre 2006 |  |  | 27 et 3 novembre 2006 | 27 et 3 novembre 2006 | 27 et 3 novembre 2006 | 27 et 3 novembre 2006 |
|  | Xiangxue Sun Hei        | Xiangxue Sun Hei        | 1                               | 1 (4)                   |                    |                    | 26 septembre et 17 octobre 2006 | 26 septembre et 17 octobre 2006 | 26 septembre et 17 octobre 2006 | 26 septembre et 17 octobre 2006 |  |  | 27 et 3 novembre 2006 | 27 et 3 novembre 2006 | 27 et 3 novembre 2006 | 27 et 3 novembre 2006 |
|  | Xiangxue Sun Hei        | Xiangxue Sun Hei        | 1                               | 1 (4)                   | Al-Faisaly Club'T' | Al-Faisaly Club'T' | 1                               | 1                               |                                 |                                 |  |  | 27 et 3 novembre 2006 | 27 et 3 novembre 2006 | 27 et 3 novembre 2006 | 27 et 3 novembre 2006 |
|  | 12 et 19 septembre 2006 |                         |                                 |                         | Al-Faisaly Club'T' | Al-Faisaly Club'T' | 1                               | 1                               |                                 |                                 |  |  | 27 et 3 novembre 2006 | 27 et 3 novembre 2006 | 27 et 3 novembre 2006 | 27 et 3 novembre 2006 |
|  |                         |                         | Al-Weehdat Club                 | Al-Weehdat Club         | 0                  | 1                  |                                 |                                 |                                 |                                 |  |  | 27 et 3 novembre 2006 | 27 et 3 novembre 2006 | 27 et 3 novembre 2006 | 27 et 3 novembre 2006 |
|  | Tampines Rovers FC      | Tampines Rovers FC      | Al-Weehdat Club                 | Al-Weehdat Club         | 0                  | 1                  | 0                               | 0                               |                                 |                                 |  |  | 27 et 3 novembre 2006 | 27 et 3 novembre 2006 | 27 et 3 novembre 2006 | 27 et 3 novembre 2006 |
|  | Tampines Rovers FC      | Tampines Rovers FC      | 26 septembre et 17 octobre 2006 |                         |                    |                    | 0                               | 0                               |                                 |                                 |  |  | 27 et 3 novembre 2006 | 27 et 3 novembre 2006 | 27 et 3 novembre 2006 | 27 et 3 novembre 2006 |
|  | Al-Weehdat Club         | Al-Weehdat Club         | 1                               | 4                       |                    |                    |                                 |                                 |                                 |                                 |  |  | 27 et 3 novembre 2006 | 27 et 3 novembre 2006 | 27 et 3 novembre 2006 | 27 et 3 novembre 2006 |
|  | Al-Weehdat Club         | Al-Weehdat Club         | 1                               | 4                       | Al-Faisaly Club'T' | Al-Faisaly Club'T' | 3                               | 2                               |                                 |                                 |  |  |                       |                       |                       |                       |
|  | 12 et 19 septembre 2006 |                         |                                 |                         | Al-Faisaly Club'T' | Al-Faisaly Club'T' | 3                               | 2                               |                                 |                                 |  |  |                       |                       |                       |                       |
|  |                         |                         | Al Muharraq Club                | Al Muharraq Club        | 0                  | 4                  |                                 |                                 |                                 |                                 |  |  |                       |                       |                       |                       |
|  | Selangor FA             | Selangor FA             | Al Muharraq Club                | Al Muharraq Club        | 0                  | 4                  | 0                               | 0                               |                                 |                                 |  |  |                       |                       |                       |                       |
|  | Selangor FA             | Selangor FA             |                                 |                         |                    |                    |                                 |                                 |                                 |                                 |  |  |                       |                       |                       |                       |
|  | Nejmeh SC               | Nejmeh SC               | 1                               | 0                       |                    |                    |                                 |                                 |                                 |                                 |  |  |                       |                       |                       |                       |
|  | Nejmeh SC               | Nejmeh SC               | 1                               | 0                       | Nejmeh SC          | Nejmeh SC          | 1                               | 2                               |                                 |                                 |  |  |                       |                       |                       |                       |
|  | 12 et 19 septembre 2006 |                         |                                 |                         | Nejmeh SC          | Nejmeh SC          | 1                               | 2                               |                                 |                                 |  |  |                       |                       |                       |                       |
|  |                         |                         | Al Muharraq Club                | Al Muharraq Club        | 2                  | 4                  |                                 |                                 |                                 |                                 |  |  |                       |                       |                       |                       |
|  | Al Nasr Salalah         | Al Nasr Salalah         | Al Muharraq Club                | Al Muharraq Club        | 2                  | 4                  | 2                               | 1                               |                                 |                                 |  |  |                       |                       |                       |                       |
|  | Al Nasr Salalah         | Al Nasr Salalah         |                                 |                         |                    |                    |                                 | 1                               |                                 |                                 |  |  |                       |                       |                       |                       |
|  | Al Muharraq Club        | Al Muharraq Club        | 3                               | 0                       |                    |                    |                                 |                                 |                                 |                                 |  |  |                       |                       |                       |                       |
|  | Al Muharraq Club        | Al Muharraq Club        | 3                               | 0                       |                    |                    |                                 |                                 |                                 |                                 |  |  |                       |                       |                       |                       |
|  |                         |                         |                                 |                         |                    |                    |                                 |                                 |                                 |                                 |  |  |                       |                       |                       |                       |

### Finales
| 27 octobre 2006 | Al-Faisaly Club                | 3 - 0 | Al Muharraq Club | Stade international d'Amman, Amman |                            |
|                 | Almaharmeh 54e, 83e · Zaid 60e |       |                  | Arbitrage : Mohammed Kousa         | Arbitrage : Mohammed Kousa |

| 3 novembre 2006 | Al Muharraq Club                                     | 4 - 2 | Al-Faisaly Club                           | Stade national de Bahreïn, Riffa |                           |
|                 | Omar 18e · Rico 53e · Meshkhas 60e · Abdulrahman 62e |       | Haidar Abdul-Amir 36e · Siraj Al-Tall 90e | Arbitrage : M O Al Saeedi        | Arbitrage : M O Al Saeedi |